# 소련-캐나다 1988년 극지 탐험

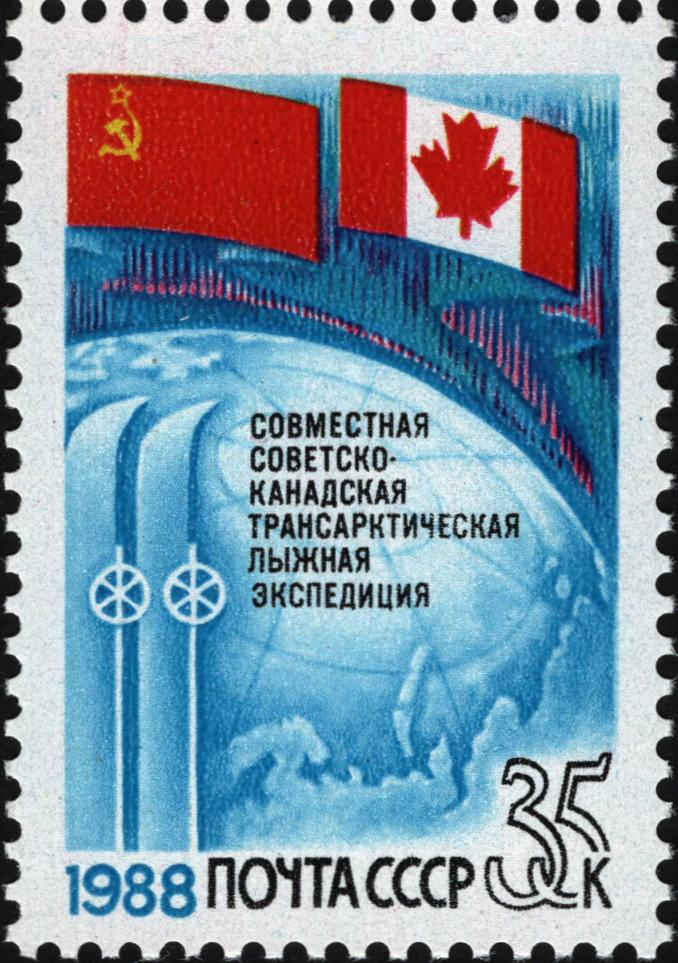
1988년 소련 우표

1988년 소비에트-캐나다 북극점 횡단 원정(Skitrek으로도 알려짐)은 1988년 3월 3일 13명의 러시아 및 캐나다 스키 선수들이 시베리아에서 출발하여 북극점을 넘어 캐나다로 스키를 타러 떠나면서 시작되었다. 9명의 러시아인과 4명의 캐나다인들은 4월 25일에 북극점에 도달했고, 1988년 6월 1일 수요일 캐나다 북부의 엘즈미어섬 워드헌트섬에 도착하면서 원정을 마무리했다. 북극점에서는 소련과 캐나다의 고위 인사들, 국제 언론인들, 그리고 지원과 통신에 참여한 아마추어 무선 통신사들이 그들을 환영했다.
스키 선수들의 일일 진행 상황은 전 세계 수천 명의 학생들과 아마추어 무선 통신사들에 의해 추적되었다. 그들은 UoSAT-OSCAR-11 위성에 탑재된 음성 합성기를 들었다. 이 합성기는 FM 방식으로 2미터 VHF 아마추어 무선 대역에서 디지털화된 음성을 사용하여 원정대의 최신 위치를 전송했다. 또한, AMSAT-NA에서 정기적으로 발행되는 진행 보고서도 아마추어 패킷 라디오와 궤도상의 아마추어 무선 위성을 통해 전 세계에 배포되었다.

## 배경
1986년 가을, 소련의 과학자들과 아마추어 무선 통신사들은 남극 해안에서 출발하여 남극점으로 스키를 타러 가는 계획을 세웠다. 그들은 외부 세계, 특히 모스크바의 지원 기지와의 모든 통신에 아마추어 단파를 사용하려고 했다. 그러나 남극 지역 대륙 자체에 지원 기지가 있다 하더라도 지구 반대편까지의 전파의 전파 조건에 의존하는 것은 좋은 생각이 아니었다. 그래서 1986년 11월, 서리 대학교 (UoS) UoSAT 센터에 UoSAT-OSCAR-11 위성을 사용하여 스키 선수들에게 정보를 전달하는 것의 실현 가능성을 조사하기 위해 연락을 취했다.
UoSAT-2(일명 UO-11 또는 UoSAT-Oscar-11)는 저궤도에 있는 극궤도 태양 동기 궤도 위성으로, 98분마다 극지방을 통과하며 간단한 휩 안테나가 달린 소형 휴대용 수신기로도 각 패스에서 몇 분간의 우수한 수신을 얻을 수 있다. 1987년 말, 소련에서 준비가 진행되는 동안, 원정은 남극점이 아닌 북극점에서 이루어지기로 결정되었고, 팀은 소련인뿐만 아니라 경험 많은 캐나다 스키 선수들로도 구성될 것이었다. 이번에는 북극점까지 스키를 탈 뿐만 아니라 캐나다까지 원정을 계속할 것이었다. 따라서 목표는 시베리아 해안에서 북극점을 경유하여 캐나다 해안까지 북극해를 횡단하는 스키 원정이 되었다. 원정은 1988년 3월 3일에 시작하여 6월 1일에 스키 선수들이 엘즈미어섬의 컬럼비아곶 바로 앞에 있는 작은 워드헌트섬에 도착하면서 끝났다. 이 원정은 '콤소몰스카야 프라우다'(소련 청년 신문)가 사적으로 조직했다. 후원사는 소련 청년 여행사 '스푸트니크'와 캐나다의 맥도날드 식당이었다. 캐나다 프로젝트 매니저는 캐나다 스키 선수들이 조직한 '폴라 브리지 컴퍼니'였다.

## 통신
1,750 킬로미터 (1,090 mi)의 경로에 필요한 모든 장비는 배낭에 실었다. 러시아와 캐나다 비행기에 의한 6번의 보급품 공중투하를 제외하고는 썰매, 개 또는 다른 운송 수단은 사용되지 않았다. 캐나다와 러시아 스키 선수들은 원정 전 몇 달 동안 캐나다와 시베리아에서 훈련했으며 서로의 언어를 배우고 이해하려고 노력했다. 95~100일 동안의 주요 장애물은 열린 물, 압력 마루, 얇은 얼음, 블리자드 그리고 매우 낮은 온도(-50 °C)였다. 그들은 원정 전후로 건강 검진을 받았다.
러시아 그룹은 다음으로 구성되었다. 원정대장 및 북극 탐험가 드미트리 스파로; 사진작가이자 식사를 담당한 알렉산더 (사샤) 벨리야예프; 예술가 표도르 코뉴헤프; 카메라맨 블라디미르 레데네프; 의사 미하일 (미샤) 말라호프; 무선 통신사 아나톨리 멜니코프와 바실리 시시카료프; 장비를 담당한 아나톨리 페디야코프; 연구원 유리 흐멜레프스키. 4명의 캐나다인들은 다음과 같았다:
항해사 리처드 웨버; 무선 통신사 로리 덱스터; 의사 맥스 벅스턴; 과학자 크리스 홀로웨이. (지리적 북극점 최초 도달 목록 참조).
통신은 스키 선수들과 북극해 연안의 지원 기지, 그리고 모스크바와 오타와의 본부 사이에서 HF (단파) 아마추어 무선을 통해 이루어졌다. 원정대에는 CI8UA와 EXOVE라는 특별 아마추어 무선 콜 사인이, 지원 기지에는 CI8과 EX라는 접두사가 할당되었다. 서리 대학교의 궤도 위성 UoSAT-OSCAR-11은 탑재된 디지탈커(컴퓨터 음성 합성기)를 사용하여 그룹의 위치를 중계하는 데 사용되었다. 이때는 GPS가 등장하기 전이어서 그룹의 위치는 스키 선수들이 직접 측정한 천문항법 측정과 비콘 또는 비상 위치 송신기(ELT)를 사용하여 신호를 보내는 방식으로 얻어졌다. 이 신호는 COSPAS와 SARSAT '수색 및 구조' 위성 중 하나가 머리 위를 지나갈 때 수신되었다. UoSAT 위성처럼, 이 위성들은 저궤도 (LEO)에 있으며, 95-98분마다 극지방 위를 비행한다. 위치는 모스크바와 캐나다의 명령 및 추적 기지에서 신호의 탑재된 저장된 날짜와 시간, 그리고 측정된 도플러 효과(비콘과 위성 사이의 상대 속도로 인한 주파수 변화)를 사용하여 계산된다. 스키 선수들은 이를 경도 및 위도로 변환할 수 없었는데, 이는 특수 수신기와 컴퓨터가 필요했기 때문이다. 처리된 데이터는 단파 아마추어 무선(전파 전파 조건이 허락하는 한)을 통해 스키 선수들에게 직접 전송되었고, 텔렉스 또는 단파 무선(디지털 패킷 라디오 또는 음성)을 통해 영국 서리 길포드에 있는 서리 대학교의 UoSAT 지휘소로 전송되었다. 그곳에서 정보는 UoSAT-OSCAR-11 디지탈커에 다시 로드되었다. 위성 청취를 위해 스키 선수들은 ICOM u2AT 휴대용 장치를 휴대했는데, 이 장치는 ICOM에서 기증하고 매우 낮은 온도(-50 °C)에서 테스트되었다.
원정에서 사용된 단파 무선 장비는 소련제 고체 10와트 무선 송수신기였다. 배터리 없이 1.2킬로그램이었고, 80, 40, 20미터 아마추어 무선 밴드에서 단측파대 (SSB) 작동을 위한 6개의 고정된 수정 제어 주파수를 가지고 있었다. 2킬로그램 리튬 배터리는 하루 한 시간씩 저온에서 트랜시버를 약 한 달 동안 작동시키는 데 필요한 12볼트 2.2암페어를 공급했다. 시스템의 안테나는 5개의 스키를 함께 장착하여 만든 마스트가 달린 역V 안테나였다. 배터리의 제한된 수명은 지원 기지 외에는 무선 '햄'과 스키 선수들 사이에 일반적으로 연락이 없었던 이유 중 하나였다.
서리 대학교의 통제소에서 극궤도 UoSAT 위성으로의 업로드는 위성이 하루에 두 번의 '창' 기간, 즉 오전에 두세 번, 저녁에 두세 번만 범위 내에 들어오기 때문에 6~7시간 지연되었다. 위성은 98분마다 북극을 비행한다.
매일 약 11시(GMT)에 스키 선수들은 약 8시간 동안 휴식하고 약 2시간 동안 ELT를 켰다. 이 기간 동안 COSPAS/SARSAT 위성이 최소 한 번은 통과했다. 위성이 모스크바 또는 오타와의 지상 기지 범위 내로 들어오면 정보가 다운로드되고 처리되었다. 그 결과로 나온 경도와 위도 위치는 스키 원정 아마추어 무선 지원 기지로 전달되었다.
스키 선수들은 소련과 캐나다의 지원 기지를 통해 단파 라디오와 UoSAT-2 위성을 통해 이 정보를 얻었다. 지원 기지는 북극해 근처 또는 북극해에 있는 외딴 지역의 아마추어 무선 자원봉사자들이 운영했다.
- 캐나다 노스웨스트 준주 엘즈미어섬의 레졸루트 (CI8C)
- 시베리아 세베르나야젬랴 근처 북극해의 작은 섬 스레드니 (EX0KP)
- 북극점 근처의 소련 표류 얼음섬 북극점 28 (4K0DC 및 4K0DX)
- 소련 북시베리아 딕손섬 (4K0DR)
- 영국 서리 대학교 '전자 및 무선 학회' (ears) 무선 기지국 (University of Surrey 'Electronics And Radio Society' (ears)) 및 UoSAT-OSCAR-11 통신용 UoSAT 통제소 ()

## 디지탈커
문제 중 하나는 제한된 어휘를 사용하여 원정을 위한 적절한 디지탈커 메시지를 작성하는 것이었다. 위성에 탑재된 음성 칩은 약 500개의 단어를 가지고 있었는데, 일부는 미국식 악센트였고 다른 일부는 영국식 악센트였다. 제조업체는 실제 사람의 목소리를 디지털화했는데, 콤팩트 디스크 기술과 비슷하지만 초당 샘플 수가 더 적었다. NORTH, WEST, EAST, POSITION, LATITUDE, LONGITUDE와 같은 단어는 사용할 수 없었고, 새로운 단어를 추가할 수도 없었다. 다행히 DEGREE, TIME, DATE는 있었다.
다음 메시지 형식이 선택되었다 (샘플 값 포함):
```
 <두 번의 경고음>
 NUMBER 0
 PRIORITY 0 0 0
 DATE FIRST OF MARCH
 TIME 12 HOURS AND 0 MINUTES GMT
 YOU ARE AT 80 DEGREES 12 POINT 3 MINUTES N
 AND 90 DEGREES 87.6 MINUTES E
 73 FROM UOSAT

```

음성 녹음은 여기에서 들을 수 있다.
숫자는 새로운 위치 보고서마다 증가했다(일반적으로 하루에 한 번). 우선순위는 스키 선수들과의 모든 통신이 실패할 경우를 위한 비상 코드였다. 스키 선수들이 UoSAT을 계속 들을 수 있다고 가정하면, 마지막으로 수신된 메시지를 확인하고 필요한 경우 비행기나 헬리콥터를 보내는 등의 취해진 조치를 표시할 수 있었다. 이 기능은 필요하지 않았다. '73'은 모스 부호에서 유래한 아마추어 무선 용어로 '안부와 작별'을 의미한다.
ELT, SARSAT/COSPAS, 음성 또는 텔렉스, UoSAT-OSCAR-11을 포함하는 이 전례 없는 하이브리드 연결은 NORDSKI COMM으로 알려졌다. 이것은 스키 선수들을 위한 공동 주항해 도구였고, 천문항법은
다른 더 전통적인 방법이었다.

## 원정

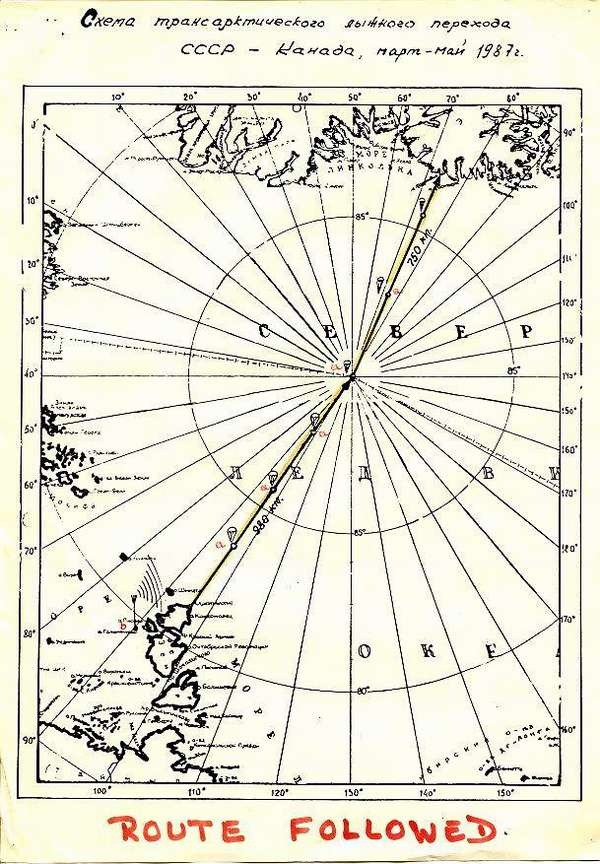
따라간 경로

스레드니섬으로 가는 비행기 이륙을 막는 악천후로 인해 출발이 이틀 지연되었다. 스키 선수들이 출발할 때 기온은 약 -47 °C였고 간헐적으로 블리자드가 몰아쳤다. 이때는 아직 극야였으며, 5월 23일 봄이 시작되면 끝날 것이었다. 북극 지역에 익숙하지 않은 사람들에게는 예상치 못하게, 스키 선수들은 많은 개방 수역을 보고했다. 그들은 개인 보트를 사용하지 않고, 수역을 우회하거나 간격이 좁아질 때까지 기다리는 것을 선택했다. 이 개방 수역 현상의 주요 원인은 해양의 주요한 힘인 횡극류인데, 이는 끊임없이 부는 바람의 도움을 받아 얼음을 부수고 표류하게 만든다. 스키 선수들이 며칠 동안 휴식할 때도, 그들의 위치는 하루에 몇 킬로미터씩 변했는데, 대개는 북쪽 방향이었다. 일상적인 일과는 꾸준한 10~12시간의 트레킹, 이어서 12인용 텐트 설치, ELT 켜기, 건조식품 식사, 그리고 단파 라디오 (80m)를 몇 분 동안 사용하는 것으로 구성되었다. 몇 시간 후 그들은 SARSAT/COSPAS 정보를 얻기 위해 80m에서 짧게 다시 연락했다. 단파 전파가 실패하면, 그들은 UoSAT 위성이 머리 위로 올 때까지 기다렸다가 디지탈커를 들었다. 아침 일과는 간단한 아침 식사와 텐트 해체를 포함했다. 스키 선수들은 옷을 말리기 위해 이글루를 만들었다고 보고했다. 축축한 옷은 벗는 즉시 얼어붙었다. 주 텐트도 축축한 문제가 있었지만, 제대로 지어진 이글루 내부 온도는 0 °C 이상으로 올라갈 수 있다.
6번의 공중투하 중 첫 번째는 3월 14일에 이루어졌다. 이 유형의 원정 작업을 위해 특별히 설계된 안토노프 An-74 소련 항공기가 스키 선수들 위로 두 번 비행하면서 11개의 낙하산 지원 투하가 이루어졌다. 나중에 북극점을 통과한 후에는 캐나다 측이 공중 투하의 책임을 맡았다. 보급품에는 식량과 배터리가 포함되었고, 한 번은 교체용 스키도 포함되었다.

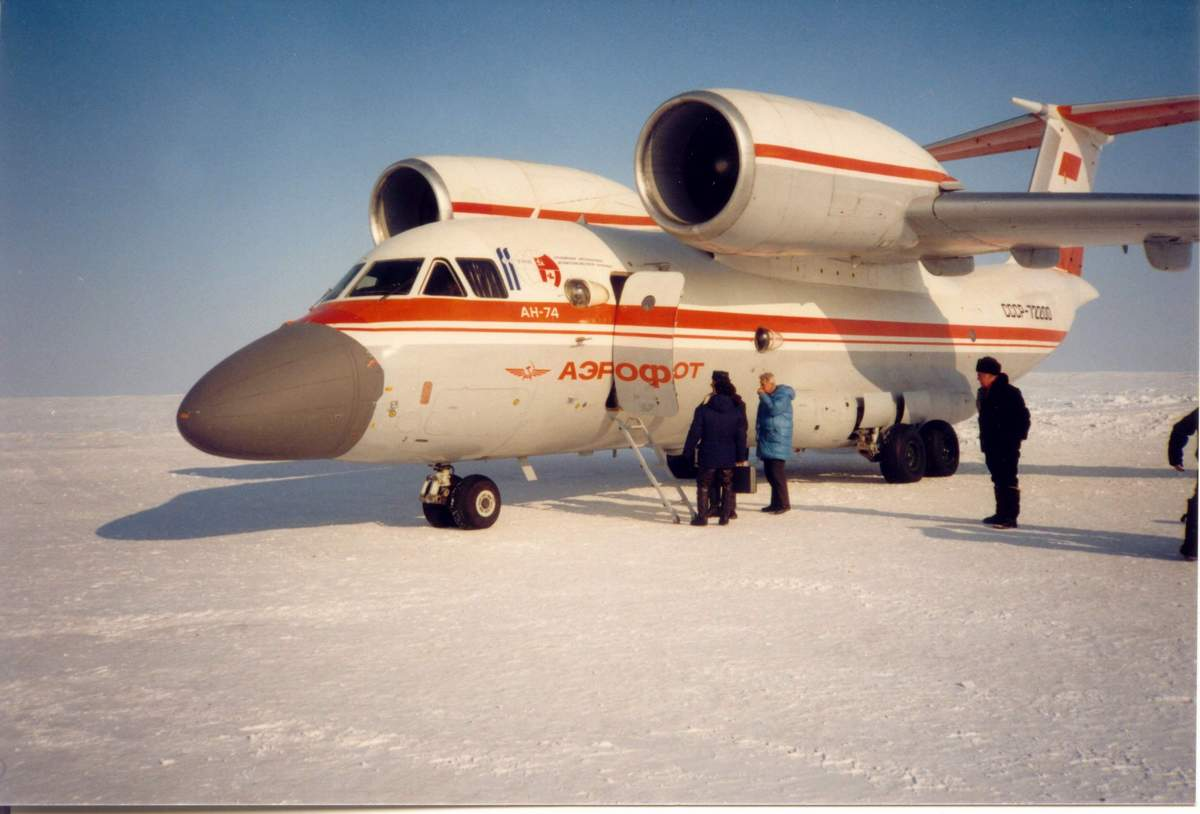
표류 얼음 기지 NP-28에 주차된 안토노프 An-74

## 북극점
스키 선수들은 4월 26일 북극점에 도착하여 기자, 관리 (소련의 에너지 장관 이스라엘리와 캐나다의 광업 장관 M. 매스 포함), 그리고 지원 및 통신에 참여한 아마추어 무선 통신사들로부터 환영받았다.
모두 헬리콥터를 타고 북극점에서 약 30km 떨어진 소련 표류 얼음 기지인 NP-28에서 날아왔는데, 이곳에는 안토노프 An-74, 캐나다 트윈 오터, 호커 시들리 HS 748 항공기가 착륙할 수 있는 활주로가 있었다. 이번에는 샴페인과 캐비어가 들어 있는 공중 투하가 일행 전체 앞에서 이루어졌다.

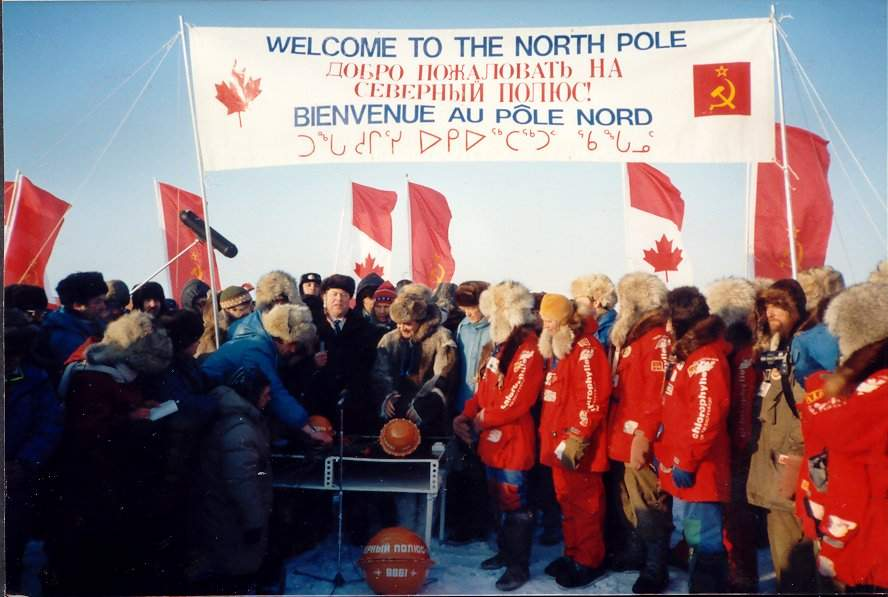
북극점에 오신 것을 환영합니다!

방문객들이 서둘러 집으로 돌아갈 때, 스키 선수들은 엘즈미어섬으로 향하는 750km 여정을 시작했다. 두 번의 추가 공중 투하가 이루어졌고, 그들은 건강하고 활기찬 상태를 유지했다.
트랜스폴라 스키 원정은 1988년 6월 1일 수요일 14:35 UTC에 13명의 스키 선수들이 엘즈미어섬의 컬럼비아곶 해안 바로 앞 워드헌트섬에 상륙하면서 성공적으로 마무리되었다.

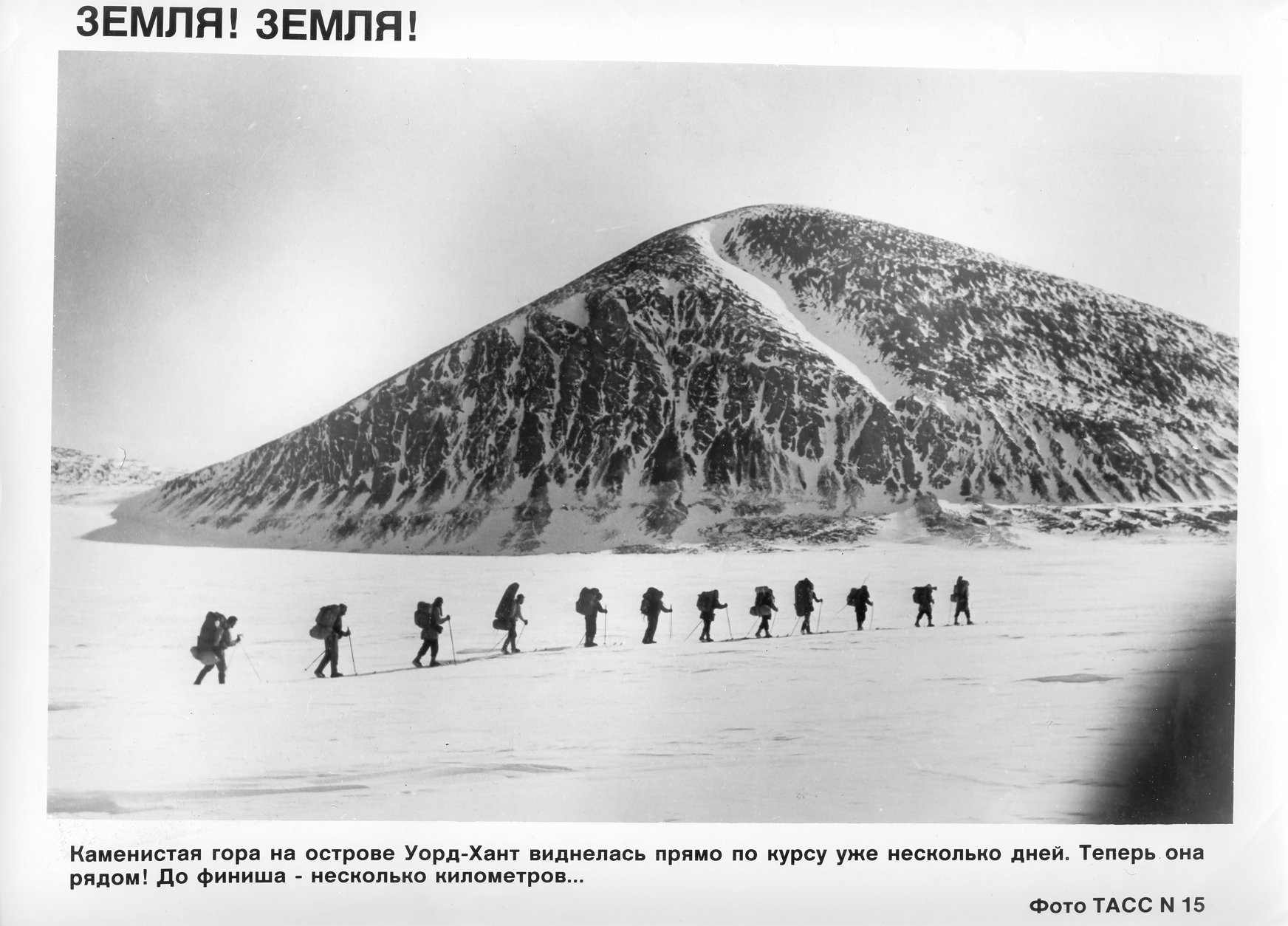
육지! 육지!

## '이동 그룹'의 메시지
(모두 단파 아마추어 무선 및 디지털 패킷 라디오로 전송)

### 메시지 1, 3월 9일, 얼음 위에서 일주일 후[15]
대부분의 얼굴에 동상 흉터가 생겼습니다. 발가락과 손가락은 영구적으로 무감각하고 따뜻해도 고통스럽습니다.
스키 선수 한 명은 발에 물집이 생겨 약을 복용하고 있습니다.
우리는 단 하루 반 동안만 물길에 막혀 좋은 거리를 이동했습니다. 습기는 텐트, 옷, 신발에 큰 문제입니다.
벗는 즉시 얼어붙기 때문에 입지 않은 옷을 말릴 기회가 없습니다.
리처드 (웨버)와 크리스토퍼 (홀로웨이)는 텐트의 결로를 피하기 위해 매일 밤 밖에서 잠을 잤는데,
완벽한 이글루 건축 기술로 성공했습니다. 러시아 스키 세 켤레가 부러져서 캐나다 스키로 교체할 것입니다.
고르바초프 서기장과 멀로니 총리로부터 성공을 기원하는 전보를 받았습니다.
90km를 뒤로하고 우리는 좋은 방향으로 나아가고 있으며, 더 긴 낮과 더 따뜻한 날씨를 기대합니다.

### 메시지 2, 4월 17일, 맥스웰 벅스턴으로부터[16]
"우리는 이제 45일 동안 얼음 위에 있었고, 북극점을 향한 마지막 공격을 시작할 준비가 되었습니다. 여정은 2주 단위로
나뉘어졌습니다. 각 단계마다 고유한 문제와 해결책이 있었지만, 진행하면서 우리는 모든 것이
더 좋아지고 있다고 느낍니다. 날씨는 뼛속까지 시린 -48도에서 현재의 온화한 -25도로
따뜻해졌습니다. 추위와 미숙함으로 인한 초기 부상 대부분이 해결되고 있으며, 우리는 이동하는 그룹으로서
더 효율적으로 함께 생활하고 일하는 방법을 배우고 있습니다. 예를 들어, 첫 13일 동안
215km를 이동했습니다. 2단계에서는 236km를 통과했고, 최근 13일간의 스키로 거리가
313km 줄었습니다. 지도상에서 우리의 효율성은 향상되었습니다. 텐트 안과 마음속에서는
불안, 침울한 영원화, 생존에 대한 걱정에서 최적화, 친목, 그리고 성취감으로 분위기가 바뀌었습니다.
목표를 달성하기까지 거의 1000km가 남았지만, 북극점이 200km 조금 넘게 남았으므로
지금까지 어느 때보다 활기차게 느껴집니다. 출발 이후 처음으로 외부 세계와 직접 접촉하게 될
북극점에서의 다가오는 행사는 우리의 관심을 집중시키는 흥미로운 초점입니다. 이것은 지금까지
북극점에 도달한 가장 큰 원정이며, 완전한 횡단에 필요한 100일은 얼음 위에서 보내기에는 긴 시간입니다.
모든 면에서 이러한 놀라운 모험은 빙산의 일각에 불과합니다. 프로젝트의 규모는 상당하며,
성공과 완료는 북극해 양쪽의 많은 사람들의 노력에 달려 있습니다. 캐나다인 팀원들에게는 이제
집, 가족, 친구들에 대한 생각의 기회가 됩니다. 우리 모두는 사실 그들과 조국에 대한 사랑을
다시 한번 확인했습니다."

### 캐나다 스키 선수 네 명 모두의 메시지[17]
"우리는 땅콩버터가 북극에서 가장 좋은 여행 식품 중 하나라는 것을 알았습니다.
100그램짜리 얼어붙은 덩어리로 받았습니다. 원래 계획은 하루에 한 사람당 50그램이었지만,
너무 인기가 많아서 하루에 100그램으로 늘렸습니다. 소련 사람들은 땅콩버터에 익숙하지 않았고,
처음에는 다소 의심했지만, 활기차게 먹기 시작했습니다. 땅콩버터는 탄수화물과 지방의 좋은 균형을
제공하여 빠르고 장기적인 에너지를 모두 공급합니다. 또한 맛있는 간식이어서,
10시간 동안 스키를 타는 동안 기대할 만한 것입니다. 추신: -40도에서는 땅콩버터가
입천장에 달라붙지 않습니다."

## 진행 보고서
팀은 아마추어 무선을 통해 소련 스레드니섬, 러시아 북극점 28 얼음 기지, 캐나다 레졸루트 베이의 통신 지원 기지에 매일 보고서를 보냈다. 이 보고서들은 1500z에 20m 아마추어 무선 대역 14.121mHz USB를 통해 남쪽으로 중계되었다. 보고서들은 자동으로 녹음되어 계속적인 기록을 위해 매일 정보 메모로 축소되었다.
```
날짜/시간 UTC   위도   경도    비고                             진행
========   ===
===  ==========   ==================================  ========
3월 3일 07:31   81d15.0mN   95d50.0mE   아르크티체스키 곶의 출발점
3월 3일 11:24   81d21.2mN   96d12.8mE                                            7km
3월 4일 11:13   81d32.3mN   97d 0.0mE   -28dC                                   20km
3월 5일 12:44   81d35.8mN   96d52.4mE   -21dC 눈바람 33m/초            14km
3월 6일    큰 진전 없음 - 열린 물 – 매우 바람 많이 붐 - 일찍 야영      0km
3월 7일 12:23   81d56.6mN   97d15.1mE                                           17km
3월 8일  위치 보고 없음                                                     20km
3월 9일 12:30   82d09.3mN   97d47.0mE   -30dC                                   12km
3월 10일 11:58   82d16.9mN   97d24.6mE   -45dC                                   20km
3월 11일 11:36   82d28.8mN   97d13.0mE
3월 12일  위치 보고 없음                                                     25km
3월 13일 11:16   82d52.2mN   97d19.8mE   -42dC 바람 3-4m/초                24km
3월 14일                                <1차 공중투하 3월 14일 성공 >
3월 15일 13:00   82d58.7mN   97d28.9mE   <팀은 이글루를 짓고 휴식과 실험을 위해 >
3월 16일                                <3월 17일까지 머물렀다 >
3월 17일 13:00   83d11.7mN   97d26.6mE   -35dC 남동풍 3-5m/초             24km
3월 18일 13:00   83d37.9mN   97d21.7mE   -31dC 바람이나 열린 물 없음, 좋은 상태   22km
3월 20일 11:40   83d51.8mN   97d27.4mE   -36dC 바람 1-2m/초 좋은 얼음과 기분    26km
3월 21일 13:00   84d03.5mN   97d40.4mE   -39dC 얼음 매우 좋음 열린 물과 언덕 적음  21km
3월 22일 13:02   84d19.0mN   97d02.9mE   모든 것 좋음 얼음, 기온, 진행     28km
3월 23일 13:00   84d28.9mN   96d12.4mE   -33dC 강한 역풍 20-40km/h      15km
3월 24일 13:00   84d25.6mN   95d58.2mE   -37dC 바람 40km/h 눈보라             0km
3월 25일  위치 보고 없음
3월 26일 12:15   84d43.1mN   95d50.5mE   -42dC 맑음 북서풍 2-3m/초 2일 진행 32.4km
3월 27일 10:48   85d00.1mN   95d31.5mE   -45dC 맑음 바람 약함 좋은 얼음         31km
3월 28일 10:26   85d07.1mN   95d17.4mE   -38dC 열린 물 문제              12km
3월 29일 11:38   85d18.9mN   94d55.3mE   -35dC 2차 공중투하 성공 - 정지  24km
3월 30일 변화 없음                      <휴식 및 실험을 위해 투하 지점에 정지 >
3월 31일 변화 없음                      <그리고 실험>
4월 1일 11:12   85d23.2mN   93d40.0mE   -37dC 출발 전 잠들다           8km
4월 2일  위치 보고 없음
4월 3일 11:49   85d48.8mN   92d20.5mE   -36dC 모두 양호
4월 4일 10:39   86d00.7mN   91d44.5mE   -37dC                                   22km
4월 5일 11:01   86d12.4mN   92d07.2mE         북극점까지 421km 남음           22km
4월 6일 10:57   86d26.3mN   93d18.3mE   -40dC 얼음 많음 모두 양호         27km
4월 7일 10:08   86d40.6mN   92d38.6mE   -28dC 총 600km 북극점까지 369km 남음    26km
4월 8일 11:55   87d00.2mN   91d03.5mE   -28dC 하루 최고 진행          37km
4월 9일 10:38   87d14.2mN   91d48.4mE
4월 10일 11:37   87d32.6mN   93d29.5mE   -30dC 북극점까지 272km 남음 모든 것 양호  34km
4월 11일 12:06   87d42.4mN   94d55.7mE   -30dC 북극점 4월 24-26일 예상       18km
4월 12일 10:49   88d02.7mN   95d34.9mE   -30dC 북극점까지 235km                  37km
4월 13일 10:42   88d10.4mN   96d45.2mE         공중투하 전 트레킹 시작     15km
4월 13일         88d11.4mN   97d07.0mE         공중투하 좌표
4월 14일 11:45   88d11.4mN   95d09.9mE         얼음 표류로 인한 이동
4월 15일 10:35   88d10.7mN   91d48.2mE         얼음 표류로 인한 이동
4월 16일 10:30   88d08.9mN   90d44.6mE         얼음 표류로 인한 이동
4월 17일 11:00   88d20.3mN   91d28.9mE   -32dC 북극점까지 185km                     25km
4월 18일 11:10   88d33.9mN   91d47.9mE   -30dC                                   27km
4월 19일 11:58   88d45.8mN   94d31.6mE   -35dC 북극점까지 140km                     27km
4월 20일 11:05   89d00.0mN   95d42.8mE   -30dC 현재 북극점 4월 25일 예상      25km
4월 21일 11:33   89d11.9mN   89d20.6mE   -22dC 북동풍 43노트 악천후      20km
4월 22일 12:39   89d21.2mN   80d26.2mE   -20dC 북극점까지 64km                     21km
4월 23일         89d30.9mN   87d54.9mE   -20dC 북극점까지 46km  예상 도착 4월 25일           18km
4월 24일 11:13   89d46.4mN  107d25.7mE   -25dC 북극점까지 24km                  28km
4월 25일 10:12   89d56.6mN  147d18.8mE         북극점까지 6km                       22km
4월 26일 16:00   90d00.0mN                    북극점
4월 27일         90d00.0mN                    캐나다/러시아 공식 회담
4월 28일 11:21   89d51.1mN  109d53.9mW
4월 29일 10:30   89d48.2mN  106d55.0mW
4월 30일 10:32   89d37.9mN   94d29.8mW
5월 1일 11:49   89d18.6mN   90d17.4mW   -10dC 바람 25km/h 시야 4km 약한 눈    36km
5월 2일 11:29   89d05.6mN   86d03.0mW
5월 3일 11:58   88d46.6mN   81d41.8mW
5월 4일 10:15   88d31.7mN   81d07.3mW   -5dC  열린 물 문제가 될 수 있음    28km
5월 5일 11:41   88d14.4mN   81d13.6mW
5월 6일  위치 보고 없음
5월 7일 11:54   87d43.5mN   81d31.5mW
5월 8일 10:48   87d25.4mN   81d13.9mW
5월 9일    보고 없음
5월 10일 11:36   86d56.6mN   79d20.3mW
5월 11일 10:28   86d44.7mN   77d32.1mW        북극점에서 약 358km      22km
5월 12일 12:12   86d39.7mN   75d38.6mW        도착 지점에서 약 400km    10km
5월 13일  움직임 없음   보급기 기다림 - 1차 시도 실패
5월 14일 11:47   86d37.5mN   75d19.9mW   보급 성공 - 표류만으로 이동
5월 15일 10:37   86d36.0mN   75d39.2mW   표류만으로 이동
5월 16일 11:02   86d37.3mN   75d48.4mW   표류만으로 이동
5월 17일 11:00   86d21.3mN   76d29  mW   트레킹 재개
5월 18일 10:17   86d06.4mN   77d25.1mW
5월 19일 11:37   85d56.1mN   77d06.4mW   -11dC 300km 남음                   20km
5월 20일 10:44   85d41.7mN   76d54.8mW   -9dC  273km 남음             27km
5월 21일 11:42   85d28.2mN   77d09.5mW   -10dC                                   24km
5월 22일 10:22   85d15.8mN   77d04.9mW   -8dC  거친 얼음-물길 문제       24km
5월 23일 10:12   84d59.4mN   77d19.2mW   -7dC  얼음 위에 물 많음 197km 남음  28km
5월 24일 13:48   84d40.2mN   75d47.4mW         북풍 30km/h  좋은 얼음       35km
5월 25일 11:50   84d28.2mN   75d31.5mW   -7dC  육지 근처 큰 물길 계획   22km
5월 26일 11:20   84d16.3mN   75d17.2mW   -6dC  거친 얼음이지만 약간 해가 비침        22km
5월 27일 11:09   84d00.4mN   74d35.2mW   -6dC  거친 얼음과 안개 99.9km 남음  22km
5월 28일 11:34   83d47.8mN   74d40.2mW   -6dC  매우 거친 얼음                    23km
5월 29일 10:48   83d33.6mN   74d27.3mW   -6dC  좋은 얼음  약한 바람              26km
5월 30일 10:58   83d24.7mN   74d39.0mW   -14dC 매우 거친 길  매우 바람 많이 붐      10km
5월 31일 10:25   83d12.9mN   74d18.8mW   -10dC 스키 선수들 계속 이동  21km 남음   21km
6월 1일 11:39   83d06.8mN   74d39.2mW   1시간 휴식 후 이동                18km
6월 1일 14:35    워드헌트섬에서 트레킹 완료

```

## 내용주
1. ↑  Richard Ensign, Transpolar Skitrek Progress Reports #1-20, 1988
2. ↑  University of Surrey, UoSAT group, correspondence between Dr M Sweeting, then head of the UoSAT department, and Mr Pat Gowen G3IOR, Norwich, UK on behalf of Leonid Labutin UA3CR, Moscow (Radio Amateurs)
3. ↑  Soviet Canadian Polar Bridge Expedition
4. ↑  Polar Bridge: An Arctic Odyssey]
by Richar Weber, Laurie Dexter, Christopher Holloway, Max Buxton, Key Porter Books, 1990
5. ↑  Shephard, RJ (1991). 《Stresses encountered in the trans-polar ski-trek》. 《Arctic Med Res》. Suppl. 478–80쪽. PMID 1365198.
6. ↑  Sproule, J; Jetté, M; Rode, A (1991). 《Medical observations of members of the Soviet/Canadian 1988 Polar Bridge Expedition》. 《Arctic Med Res》. Suppl. 489–90쪽. PMID 1365201.
7. ↑  members of the expedition
8. ↑  UoSAT-2 helped bridge the Pole
9. ↑  TRANSPOLAR SKITREK PROGRESS REPORT #1: February 1, 1988
10. ↑  UoSAT-2 Data sheet, University of Surrey, UoSAT group, 1986
11. ↑  Meerman, Michael (May 1988). “Trip to the North Pole: Ski-Trek and NordSki-Comm”. 2003년 7월 14일에 원본 문서에서 보존된 문서.
12. ↑  Newspaper De Telegraaf (Netherlands) Saturday 1 June 1988 'STEM UIT DE HEMEL LEIDT POOLEXPEDITE' (voice from heaven leads polar expedition) (article about the use of 'talking satellite' UoSAT-2 for the polar ski-trek expedition)
13. ↑  picture of igloo made by R.Weber during the Skitrek expedition
14. ↑  University of Surrey Newsletter nr 1178, 7 September 1988: UoSAT TEAM MEMBER JOINS SKITREK AT NORTHPOLE
15. ↑  Richard Ensign: TRANSPOLAR SKITREK PROGRESS REPORT #7: March 12, 1988
16. ↑  Richard Ensign: TRANSPOLAR SKITREK PROGRESS REPORT #13: April 23, 1988
17. ↑  TRANSPOLAR SKITREK PROGRESS REPORT #13: April 23, 1988
18. ↑  TRANSPOLAR SKITREK PROGRESS REPORT #20, June 11, 1988 by Richard Ensign, AMSAT_NA Science coordinator

## 더 읽어보기
- 책 - 북극 다리 원정 Exploring Polar Frontiers: A - L., Volume 1 page 606, By William James Mills (ABC-CLIO)
- 1988년 북극 다리 원정: 3개월간의 북극 횡단 스키 트레킹이 유산소 운동 능력 및 스키 효율성에 미치는 영향.

Booth MA, Thoden JS, Reardon FD, Jette M, Rode A., Arctic Med Res. 1991;Suppl:542–44.
- 리처드 웨버에 대한 기사 1988년 소비에트-캐나다 북극 다리 원정 언급
- 로리 덱스터에 대한 기사 1988년 북극점을 통해 러시아에서 캐나다로 스키를 탔던 소비에트-캐나다 공동 북극 다리 원정대원.
- 북극 횡단 스키 트레킹에서 발생한 스트레스 Arctic Med Res. 1991;Suppl:478–80.

Shephard RJ. 출처: 토론토 대학교 체육 및 보건 교육 대학. PMID 1365198
- 세계 탐험 러시아에서 캐나다로의 북극해 최초 지상 횡단; 1988년 북극 다리 원정 언급
- 덱스터에 대한 기사 러시아에서 북극점을 거쳐 캐나다까지 91일간의 소비에트-캐나다 북극 다리 스키 원정대원이었던
- 도서 평론: 북극 원정 J. D. 카펜터 저
- 신문 아펠도른서 쿠란트 (네덜란드) 1988년 5월 9일, '아펠도르너, "세상의 꼭대기"에 (북극점에 원정대 만나러 가는 기사)'

(북극점에서 원정대를 만나러 가는 기사)
- 신문 서리 애드버타이저 (영국) 1988년 9월 16일 '북극에서의 회의'

(1988년 스키 원정대에서 서리 대학교의 참여에 대한 기사)
- 신문 '디 파더란트' (남아프리카 공화국) 1988년 9월 22일 '스키 원정 슬라이드로'

(요하네스버그에서 열릴 스키 원정대 통신에 대한 강연 및 슬라이드 쇼에 대한 기사)